# 康斯坦丁諾斯·帕斯帕蒂斯
康斯坦丁諾斯·帕斯帕蒂斯（希臘語：Κωνσταντίνος Πασπάτης，1878年6月5日—1903年7月1日）是一位希臘網球選手，他参加了1896年在雅典举行的夏季奥林匹克运动会。他出生於英國利物浦，於出生時被註冊為Constantine George Paspatis，並於1903年在雅典逝世。
在奧運會網球單打比賽中，帕斯帕蒂斯贏得一枚銅牌。在第一輪比賽中，他擊敗了英國的喬治·S·羅伯遜；他的第二輪對手是另一位希臘選手Aristidis Akratopoulos，但帕斯帕蒂斯也擊敗了他。然而在準決賽中，他遇到了英國的约翰·博兰最終被擊敗。由於沒有爭奪第三名的比賽，帕斯帕蒂斯和匈牙利的莫姆奇洛·塔帕維卡同時獲得銅牌。在雙打比賽中，帕斯帕蒂斯與埃萬杰洛斯·拉利斯搭檔在第一輪比賽中被另外兩位希臘選手卡斯達格利斯及彼得羅科基諾斯擊敗，最終排名第四。

## 外部鏈接
- 康斯坦丁·帕斯帕蒂斯在International Tennis Federation（英语）
- 康斯坦丁·帕斯帕蒂斯在Olympics.com（英语）
- 康斯坦丁·帕斯帕蒂斯在Olympedia（英语）